# Klan Tokugawa
Klan Tokugawa (japonsky 徳川氏, Tokugawa-ši) je japonská dynastie, která vládla v šógunátu Tokugawa mezi roky 1603 a 1867 během období Edo.
Sídelní provincií rodu byla Mikawa.

## Historie
Klan se dostal k moci na konci období Sengoku. Do konce období Edo vládli Japonsku jako šógunové. Tokugawských šógunů bylo patnáct. Jejich nadvláda byla tak silná, že se v některých učebnicích dějepisu používá termín „období Tokugawa“ místo „období Edo“.
Dne 9. listopadu 1867 předal Jošinobu Tokugawa, 15. a poslední šógun rodu Tokugawa, císaři Meidži svou rezignaci. Formálně odstoupil o deset dní později, čímž se vládní moc vrátila do rukou císaře, což znamenalo konec existence šógunátu Tokugawa.
V roce 2007 vydal Cunenari Tokugawa knihu s názvem Edo no idenši (江戸の遺伝子, „Dědictví Edo“), která v roce 2009 vyšla v angličtině pod názvem The Edo Inheritance. Ve své knize se snaží vyvrátit mezi Japonci rozšířený názor, že období Edo bylo dobou temna, kdy Japonsko, odříznuté od světa, zaostávalo. Naopak tvrdí, že během zhruba 250 let míru a relativní prosperity došlo k velkým hospodářským reformám, růstu vyspělé městské kultury a rozvoji nejurbanizovanější společnosti na planetě. Cunenari v roce 2003 založil Tokugawa Memorial Foundation, jejímž cílem je uchovávat a spravovat historické předměty, umění, zbroj a dokumenty, které se v rodině Tokugawů dědily po generace, vystavovat je pro širokou veřejnost, a poskytovat pomoc akademickému výzkumu témat týkajících se historického Japonska.

## Příslušníci
| Jméno             | Roky života | Roky vlády |
| ----------------- | ----------- | ---------- |
| Iejasu Tokugawa   | 1543–1616   | 1603–1605  |
| Hidetada Tokugawa | 1579–1632   | 1605–1623  |
| Iemicu Tokugawa   | 1604–1651   | 1623–1651  |
| Iecuna Tokugawa   | 1641–1680   | 1651–1680  |
| Cunajoši Tokugawa | 1646–1709   | 1680–1709  |
| Ienobu Tokugawa   | 1662–1712   | 1709–1712  |
| Iecugu Tokugawa   | 1709–1716   | 1713–1716  |
| Jošimune Tokugawa | 1684–1751   | 1716–1745  |
| Iešige Tokugawa   | 1711–1761   | 1745–1760  |
| Ieharu Tokugawa   | 1737–1786   | 1760–1786  |
| Ienari Tokugawa   | 1773–1841   | 1787–1837  |
| Iejoši Tokugawa   | 1793–1853   | 1837–1853  |
| Iesada Tokugawa   | 1824–1858   | 1853–1858  |
| Iemoči Tokugawa   | 1846–1866   | 1858–1866  |
| Jošinobu Tokugawa | 1837–1913   | 1866–1867  |

## Symbol
Na znaku rodu je vyobrazena rostlina topolovka. Znak se stal také státním znakem šógunátu Tokugawa.